# Antonín Ježek
Antonín Ježek (29. srpen 1896, Mikulášov – 18. listopad 1923, Čtyři Dvory) byl český letec, letecký akrobat, parašutista a legionář. Zahynul tragicky na leteckém dnu u Českých Budějovic.

## Život
Pocházel ze čtyř dětí, měl sourozence Jana, Josefa a Marii. Vyučil se pekařem. Za první světové války se dostal do Itálie, odkud se vrátil jako legionář. Následně sloužil v Českých Budějovicích. Po skončení vojny odcestoval zpět do Itálie, kde navštěvoval leteckou školu.

### Letectví a akrobacie
Od roku 1922 se věnoval akrobacii, především v Čechách a Itálii. 7. května 1922 připravil vystoupení na kbelském letišti v Praze. Léto 1923 strávil opět v Itálii u společnosti Ali d’ Italia propagující aviatiku mezi širokou veřejností. Z dopisů otci z té doby vyplývá, že se svým vystoupením objel většinu tehdejších větších měst na Sicílii. Jeho červnových vystoupení v Palermu se účastnil Benito Mussolini. V září se vrátil na italskou pevninu, kde využil veletrhu probíhajícího v druhé polovině září v Neapoli ke svým produkcím. Následovat měla vystoupení v Miláně 14. října, Turíně 28. října, Bologni 11. listopadu, Římu 25. listopadu. Došlo na jednání o produkcích v Africe, konkrétně Tunisu a Alžíru. Ježkovým cílem bylo získat prostředky k nákupu vlastních letadel. K nákupu došlo, pravděpodobně však sešlo z některých plánovaných vystoupení a pilot musel hledat alternativní cesty ke splácení letadel. Po neúspěšném hledání sponzora v Čechách sháněl prostředky vlastními silami. Na sezónu 1924 plánoval v pracovní dny luxusní lety s obecenstvem a leteckou distribuci reklamních letáků; v nedělích pak akrobatická vystoupení.

### Nehoda
K realizaci plánů na rok 1924 se již nedostal. V listopadu 1923 uspořádal Sportovní klub S. K. Č. B. ve spolupráci s leteckým organizátorem F. R. Novákem letecký den na vojenském cvičišti Čtyři Dvory. Program zahrnoval přednášku o aviatice, prezentaci velkého dopravního letadla, které mělo za poplatek 70 Kč vozit cestující a dále akrobatické lety jednoplošníku včetně seskoku s padákem z výšky 2000 metrů. Jednoplošník však do Českých Budějovic nedorazil, kvůli poruše musel přistát u Lán, a k dispozici bylo jen dopravní letadlo Aero-A10 L-BALE letecké společnosti Praha–Bratislava. Produkci sledovalo několik tisíc účastníků ze země. Při čtvrtém vzletu přisedl za pilota Brabence Antonín Ježek vybavený padákem, se kterým měl demonstrovat „ochranné zařízení pro piloty při eventuelní nehodě ve výši“. Ježek, který již absolvoval 172 úspěšných seskoků, měl v plánu během leteckého dne předvést tři další. Při prvním z 600 metrů pozorovali účastníci, jak s několika přemety klesá Ježek volným pádem, teprve těsně nad zemí dopadl s mírným obloukem. Dopadl hlavou do oraniště na Seilerově poli západně od cvičiště, srazil si vaz. Na místo dorazil lékař Moravec, který už nemohl pilotovi pomoci a konstatoval smrt. Následoval příjezd soudní komise. Slavnost byla po nehodě ukončena a otřesené obecenstvo se rozešlo.

### Pohřeb a pieta
Pohřeb s vojenskými poctami se konal 21. listopadu 1923 v 15 hodin na hřbitově svaté Otýlie. Oproti původnímu plánu však nebyl vypraven ze hřbitovní kaple, ale z posádkového velitelství na Lineckém předměstí. Rakev pokryly kytice a věnce z živých květin, které daroval Sportovní klub České Budějovice (stuhy s nápisem Odvážnému hrdinovi S. K. Č. B.) a Aeroklub. Účast zahrnovala vojenské důstojníky, generála dělostřelecké brigády Hittla, členy S. K. Č. B., zástupce pražského sdružení pilotů R. F. Nováka (uhradil pohřeb), zástupce Československé obce legionářské z Českých Budějovic, Pankráce a Michle, zástupce Družiny legionářů z Českých Budějovic, policejní stráž, zástupce tisku a „hustý špalír obecenstva“. V čele smutečního průvodu stál superior Msgre. Rudolf Kepka (pozn. pravděpodobně šlo o plk. duch. Msgre. Josefa Kepku, který v té době v Českých Budějovicích působil). Po vykropení v kostele Panny Marie (zdroj nespecifikuje, zda šlo o kostel Obětování Panny Marie nebo kostel Panny Marie Růžencové) pokračoval průvod na hřbitov, kam dorazil až při západu slunce a kde jej očekávaly další davy lidí.
V roce 1925 byl ve Čtyřech Dvorech pilotovi vztyčen pomník, roku 2021 obnovený.

### Vyšetřování nehody
Příčinu nehody vyšetřovala soudní komise. Dobové články uvádějí více verzí o příčinách nehody (neotevření padáku). Podle jedné měl být problém v nedostatečné výšce seskoku, podle další se měly zaplést provazy poutající padák k tělu. Dále se hovoří o údajném upozornění přítomného ing. Poráka na nevhodné upevnění padáku k tělu, kterého prý pilot nedbal. Jiné verze uvádějí chybné složení nebo přetrženou šňůru od padáku.
Na domněnky o nedostatečné výšce seskoku reagoval Hlas lidu sdělením, že Ježek dle vlastního vyjádření provedl úspěšný seskok i ze 150 metrů. Ježek skočil s padákem Heinecke v tehdejší hodnotě 6000 Kč, který poprvé použil v květnu 1922 v Kbelích. Tyto těžké a objemné padáky nebyly vybaveny výtažným padáčkem, ale musely být přivázány k letadlu a k jejich vytažení došlo seskokem pilota. Vyšetření příčiny nehody znemožnila skupinka vojínů, kteří po nehodě padákem manipulovali, aby jím zakryli pilotovy ostatky.

## Nesrovnalosti
Další nesrovnalosti se týkají data úmrtí, ke kterému došlo 18. listopadu 1923. Pomník pilota uvedl chybně datum 18. října 1923. To pak převzaly další zdroje, objevilo se například i v kronice Čtyř Dvorů. Původně pomník uváděl i chybné křestní jméno, Josef namísto Antonín. Samotný pomník byl odhalen 7. června 1925, kronika Čtyř Dvorů však uvádí 14. června 1925. Podle článků v tisku zveřejněných krátce po nehodě měl být Antonín Ježek sirotkem, podle předsedy Sportovního klubu České Budějovice (S. K. Č. B.) V. Stehlíčka měl „dosud otce“, kterému pravidelně posílal dopisy (z nichž Stehlíček na důkaz této skutečnosti citoval). Existují také nesrovnalosti ohledně místa a data pilotova narození. Stehlíček uvádí Mikulášov u Humpolce a rok 1896, čemuž odpovídá dožitý věk 27 let zmiňovaný některými dalšími zdroji a také záznamy v matrice narozených. Naopak podle matriky zemřelých a několika jiných pramenů se narodil v Humpolci a dožil ve 24 letech.